# Jusein Mehmedov
Jusein Alitiev Mehmedov (in bulgaro Хюсеин Алитиев Мехмедов?; Razgrad, 25 gennaio 1924 – Istanbul, 9 marzo 2014) è stato un lottatore bulgaro, specializzato nella lotta libera.

## Palmarès

### Olimpiadi
- 1 medaglia:
  - 1 argento (Melbourne 1956 nei pesi massimi)